# Corsica Star
Il Corsica Star è stato un traghetto, appartenuto con questo nome alla compagnia di navigazione italiana Corsica Ferries dal 1973 al 1980. L'ultimo proprietario (2000-2003) è stato la compagnia di navigazione araba Al Ramzani Sea Transport Of Qatar.

## Servizio
Varato il 22 aprile 1960 nel cantiere navale Marinens Hovedverft di Horten con il nome di Kattegat e consegnato il 26 aprile 1961 alla Grenaa-Hundested Færgefart A/S, prende servizio a partire dal 10 maggio sulla Grenaa-Hundested. Nell'agosto del 1963 viene sottoposto a lavori di ammodernamento, con l'aggiunta di un ponte auto sospeso nel garage al fine di aumentarne la capacità. Dal 18 agosto torna regolarmente in servizio. Dal 25 settembre 1966 prende servizio sulla Hundested-Aarhus. Dal 20 febbraio al 19 marzo 1967 e dal 10 al 22 marzo 1968 viene noleggiato alla Juelsminde-Kalundborg Linien ed impiegato sulla Juelsminde-Kalundborg. Dal 6 all'8 novembre 1968 viene noleggiato alla Lion Ferry ed impiegato sulla Varberg-Grenaa. A febbraio 1969 viene noleggiato alla Juelsminde-Kalundborg Linien ed impiegato sulla Juelsminde-Kalundborg.  
Il 16 luglio 1969 viene venduto alla neonata compagnia finlandese Jakob Lines per 6,72 milioni di marchi finlandesi. Il 31 agosto dello stesso anno termina il servizio per il vecchio armatore e viene trasferito all'Aalborg Værft di Aalborg, dove viene sottoposto ai propedeutici lavori di adeguamento al nuovo servizio. Alle 14:00 del 4 settembre successivo il traghetto viene ribattezzato Nordek ed issa bandiera finlandese nel porto di Aalborg. Il 5 settembre salpa per Jakobstad, dove giunge alle 8:00 dell'8 settembre successivo. Arrivato in porto, il traghetto viene accolto da circa 500 persone,e a causa del forte vento, entra in collisione con la banchina durante le manovre di ormeggio. Sempre nello stesso giorno, rompe gli ormeggi di poppa e rischia la collisione con il cargo tedesco Lux. Il 10 settembre viene aperto al pubblico e dalle 16:00 alle 20:00 viene visitato da circa 5.000 persone. Il 16 settembre esegue una prima traversata di prova tra Jakobstad e Umeå con 200 invitati a bordo. Dal giorno successivo entra ufficialmente in servizio sulla medesima rotta. Dal 23 ottobre al 21 novembre 1969 viene sottoposto a lavori di manutenzione straordinaria, in seguito ad un grave guasto verificatosi nella sala macchine del traghetto.
Dal 21 al 30 aprile 1970 viene noleggiato alla Silja Line ed impiegato come traghetto merci sulla Turku-Norrtälje in sostituzione del Kapella, fermo per le riparazioni dopo la collisione con il Viking 2. Tornato a Jakobstad, riprende il servizio sulla Jakobstad-Umeå a partire dal 23 maggio. Saltuariamente opera anche sulla Jakobstad-Skellefteå. Dall'8 gennaio al 9 maggio 1971 viene sottoposto a lavori di manutenzione ordinaria a Turku, nei quali il solarium di prua è stati trasformato in un bar. Dal 17 maggio torna regolarmente in servizio. Il 6 giugno dello stesso anno esegue una traversata promozionale per la città natale di Piteå, durante il quale viene aperto al pubblico e visitato da circa 6.000 persone. Dal 20 novembre 1971 al 12 febbraio 1972 viene noleggiato alla Jdysk Færgefart A/S ed impiegato sulla Juelsminde-Kalundborg in sostituzione del Kalle. Dal 26 maggio 1972 torna in servizio nei collegamenti tra Jakobstad, Skellefteå e Umeå. Il 26 dicembre 1972 viene disarmato a Turku e messo in vendita. Il 28 dicembre 1972 ne viene annunciata la cessione per 12 milioni di corone svedesi alla compagnia di navigazione italiana Corsica Line dell'armatore corso Pascal Lota, con consegna prevista a marzo 1973.
Ribattezzato Corsica Star nel marzo del 1973, prende servizio nello stesso mese nei collegamenti tra Genova, Sanremo, Livorno e Bastia. Nei mesi successivi, con il cambio di nome della compagnia a Corsica Ferries, venne aggiornato anche il nome della compagnia sulle fiancate. Nel corso del suo servizio per le navi gialle la Star viene anche impiegato su alcune traversate di prova tra l'Arabia Saudita e il Sudan.
Nel maggio del 1980, con l'imminente entrata in flotta del Corsica Viva, il Corsica Star viene posto in disarmo a Livorno e messo in vendita.
Nello stesso mese viene acquistato dalla compagnia di navigazione greca Shipping & Tourist Co. of Samos & Ikaria per 2,55 milioni di dollari. Ribattezzato Ikarus, prende servizio nello stesso mese nei collegamenti tra il Pireo, Samos e Ikaria.
Nel giugno del 1991 viene venduto alla European Seaways per 1,08 milioni di dollari. Ribattezzato European Glory dalla nuova compagnia, prende servizio nei collegamenti tra Brindisi e Igoumenitsa. Nel gennaio del 1997 viene venduto alla turca Ukra Turk Line, cambiando nome in Captain Zaman e prendendo servizio nei collegamenti tra Odessa ed Istanbul.
Nel 2000 viene venduto alla compagnia qatariota Al Ramzani Sea Transport Of Qatar,che lo ribattezza Jassim e lo inserisce nei collegamenti tra Jeddah e Port Sudan. Il 1º dicembre 2003, mentre era all'ancora al largo di Port Sudan, affonda entrando in collisione con la Wingate Reef.